# MG GT
MG GT — компактный автомобиль, выпускающийся с 2014 года компанией SAIC Motor.

## Первое поколение (2014—2019)

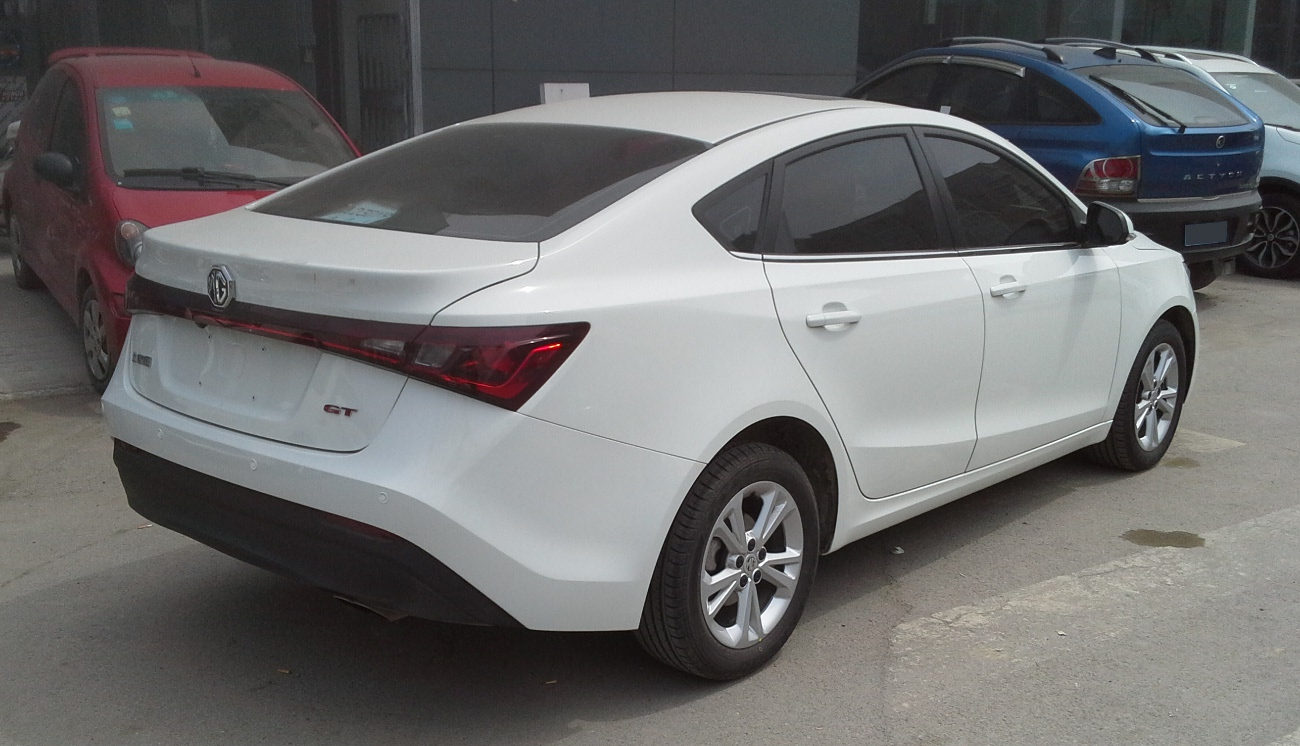
Вид сзади

MG GT впервые был представлен в июле 2014 года. Он разработан на базе хетчбэка MG 5.
Автомобиль имеет «авангардный» дизайн кузова с фарами «агрессивной» формы и пологим краем крыши сзади со стоп-сигнальной лентой, простирающейся по всей ширине кузова.
Салон автомобиля оснащён информационно-развлекательной системой, возможностью подключения к 3G, интернету и спутниковому телевидению.
Первоначально автомобиль оснащался 1,4-литровым четырёхцилиндровым бензиновым двигателем мощностью 154 л. с., а в 2015 году в моторную гамму был добавлен 1,5-литровый двигатель мощностью 109—129 л. с.

### Мировые рынки
В ноябре 2014 года продажи автомобилей MG GT начались в Китае, с 2015 года автомобили продавались в Таиланде, а с 2016 года автомобили экспортировались в Чили. В первой половине 2019 года автомобиль был снят с производства.

## Второе поколение (2021 — настоящее время)
MG GT второго поколения является модернизацией MG 5 на рынках Ближнего Востока.